# Marcedusa
Marcedusa község (comune) Olaszország Calabria régiójában, Catanzaro megyében.

## Fekvése
A megye északkeleti részén fekszik. Határai: Belcastro, Mesoraca és Petronà.

## Története
A település alapítására vonatkozóan nincsenek pontos adatok. 15. századi iratok szerint Mesoracához tartozott. A 16. században albánok telepedtek le, akiket a törökök űztek el országukból. A 19. század elején vált önálló községgé, amikor a Nápolyi Királyságban felszámolták a feudalizmust.

## Népessége
A népesség számának alakulása:

## Főbb látnivalói
- Palazzo Spada
- Palazzo Greco
- Palazzo Dardano
- Palazzo Barletta
- Sant’Andrea Apostolo-templom